# Barrington Hall

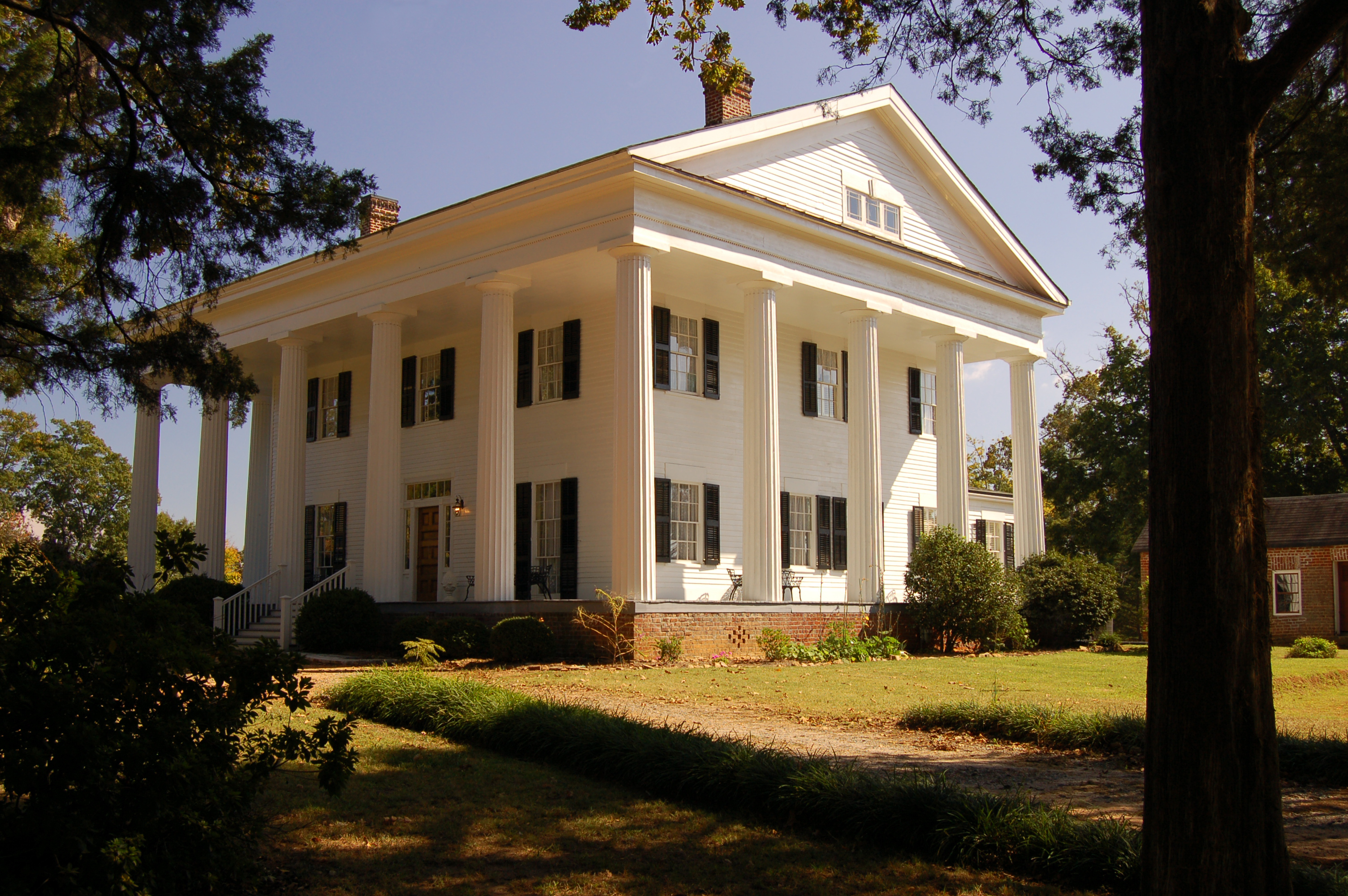
Barrington Hall

Barrington Hall is een plantagehuis, gebouwd in 1839 in de Amerikaanse staat Georgia en een van de bekendste voorbeelden van antebellum-architectuur en Greek-revival. Het gebouw is opgenomen in het National Register of Historic Places. Het staat in de plaats Roswell.
Het huis is vernoemd naar Barrington King die het destijds liet bouwen. Hij had samen met zijn vader het plaatsje Roswell gesticht. Het huis zou tot 1995 in handen van de familie blijven.